# Билгорайский пирог
Билгорайский пирог (пол. Pieróg biłgorajski, piróg biłgorajski, krupniak) — традиционное польское блюдо родом из Билгорая, в прошлом готовившееся к важным праздникам и торжествам.
Билгорайский пирог печётся из гречневой каши, картофеля, яиц и сметаны. В зависимости от рецепта пирог может также состоять из: мяты, смальца и шпика. Пирог, как правило, пекут прямоугольной или круглой формы. Текстура пирога твердая, своим внешним видом он напоминает свежеприготовленный паштет. Его можно подавать с молоком.
Это польское блюдо похоже своим вкусом на кашак: булочку с практически идентичным наполнением.
С 4 октября 2005 года билгорайский пирог включён Польским Министерством сельского хозяйства и развития села в список традиционных продуктов.